# Phyllanthus pterocladus
Phyllanthus pterocladus är en emblikaväxtart som beskrevs av Spencer Le Marchant Moore. Phyllanthus pterocladus ingår i släktet Phyllanthus och familjen emblikaväxter. Inga underarter finns listade i Catalogue of Life.